# Тарасова (Талицький міський округ)
Тара́сова (рос. Тарасова) — присілок у складі Талицького міського округу Свердловської області.
Населення — 60 осіб (2010, 93 у 2002).
Національний склад станом на 2002 рік: росіяни — 100 %.